# Levan (Fier)
Levan è una frazione del comune di Fier in Albania (prefettura di Fier).
Fino alla riforma amministrativa del 2015 era comune autonomo, dopo la riforma è stato accorpato, insieme agli ex-comuni di Cakran, Dermenas, Frakull, Libofshë, Mbrostar Ura, Portëz, Qënder, Topojë a costituire la municipalità di Fier.

## Località
Il comune era formato dall'insieme delle seguenti località:
- Levan
- Ferras
- Peshtan i Madh
- Peshtan i vogel
- Shtyllas
- Bishan
- Bashkim
- Bocove
- Martine
- Pishe Poro
- Qar